# Дубравка (Братислава)

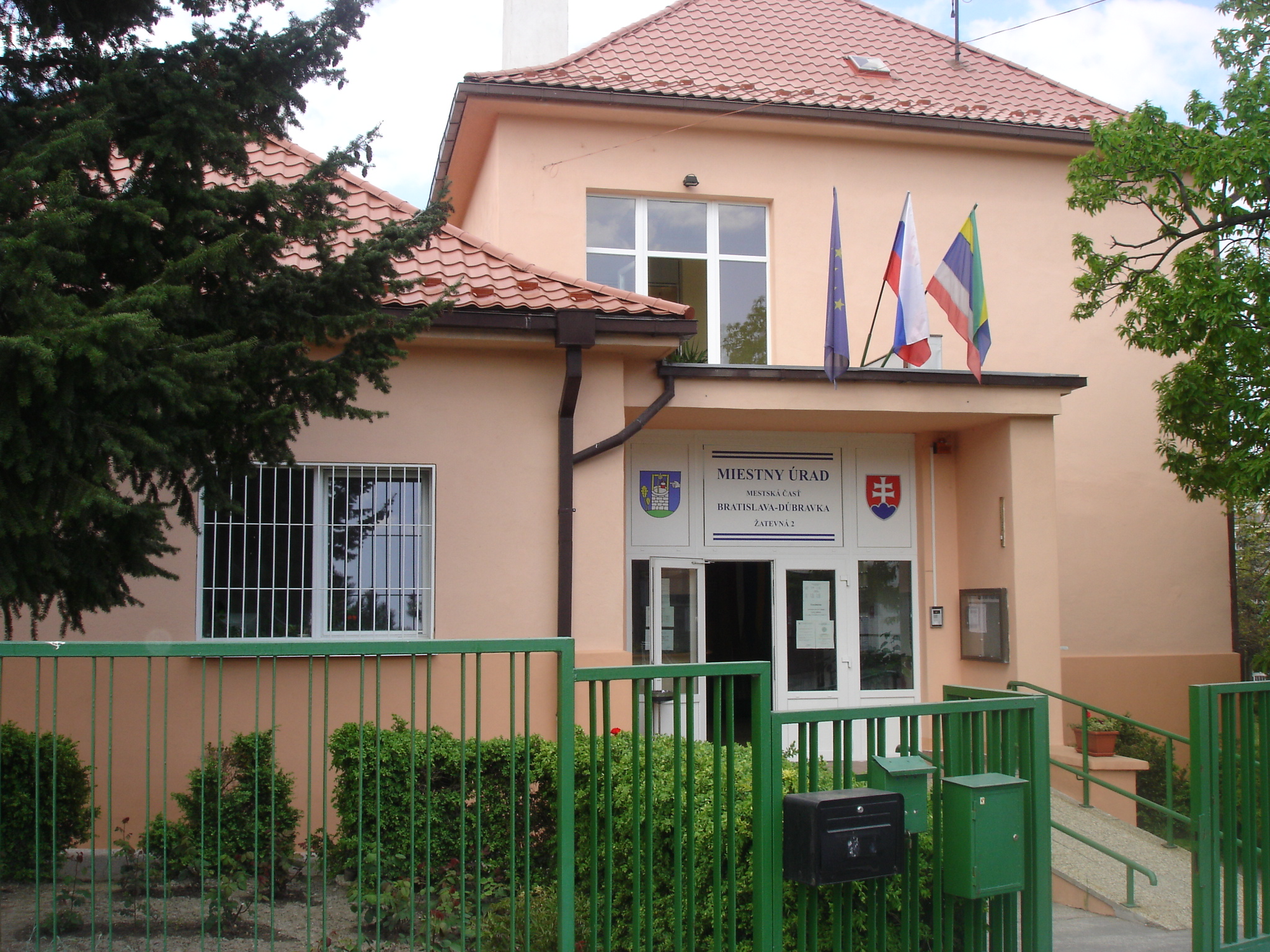
Здание городской администрации

Дубравка (словац. Dúbravka, нем. Kaltenbrunn, венг. Hidegkút) — район Братиславы, который расположен на северо-западе города. Площадь — 8,6 км², население 40 тысяч жителей. Дубравка основана в XVI веке, с 1946 года является районом Братиславы. Дубравка является районом с самым чистым воздухом в Братиславе. Густав Гусак, президент Чехословакии и Генеральный секретарь ЦК коммунистической партии Чехословакии, родился здесь в 1913 году.